# Lijst van Amerikaanse beeldhouwers

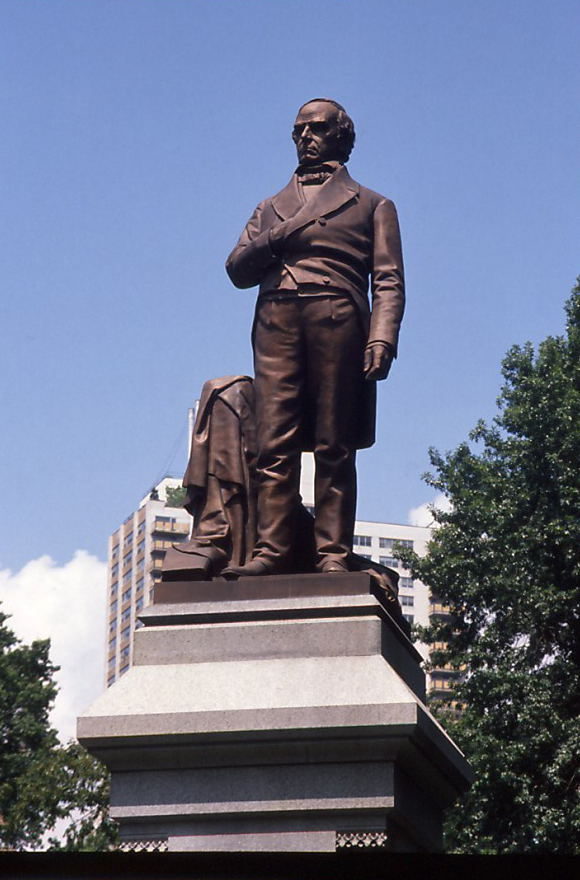
Thomas Ball: Daniel Webster (1853) in Central Park (New York)

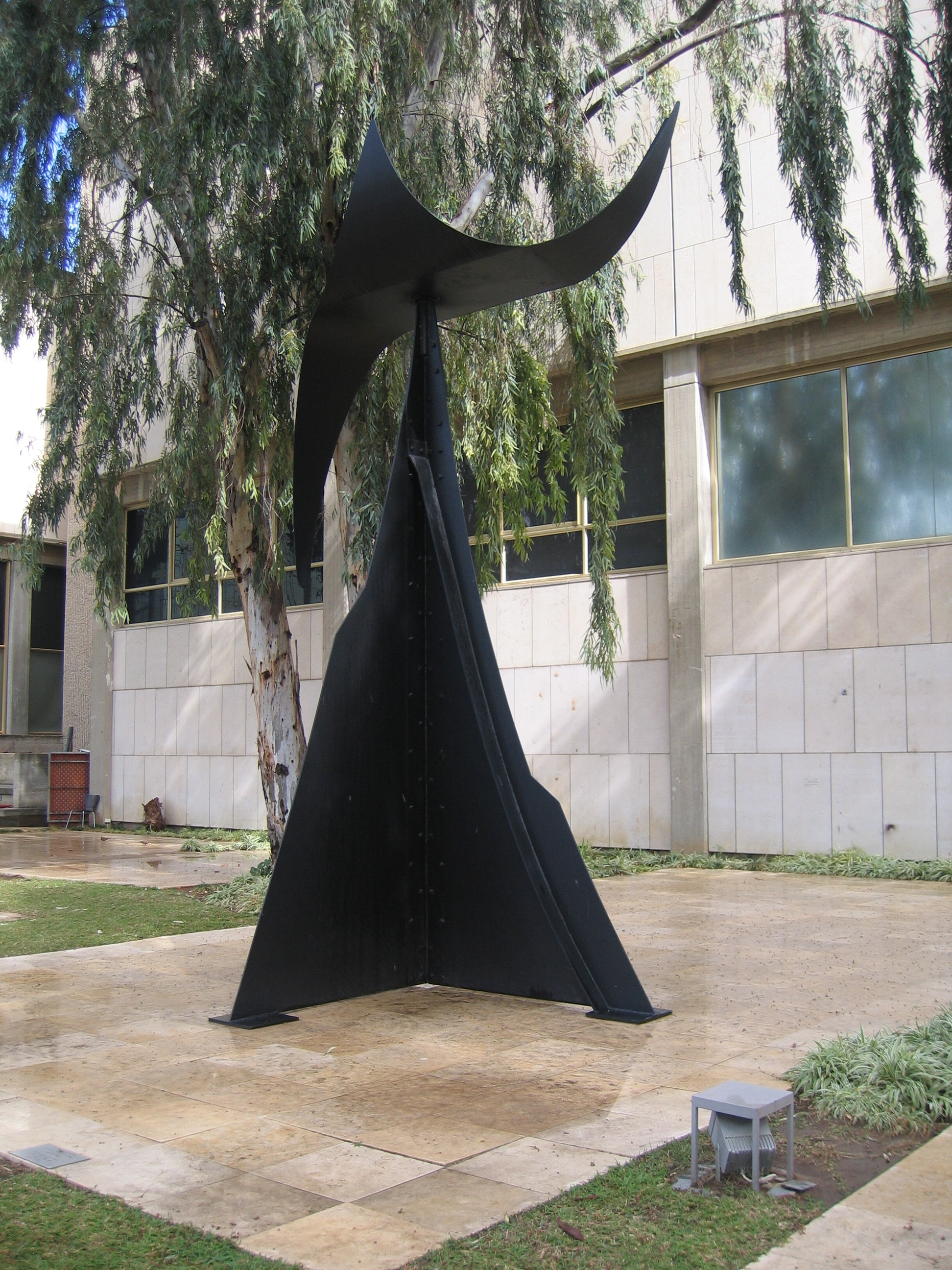
Alexander Calder: Feuille d'Arbre (1974), The Lola Beer Ebner Sculpture Garden, Israël

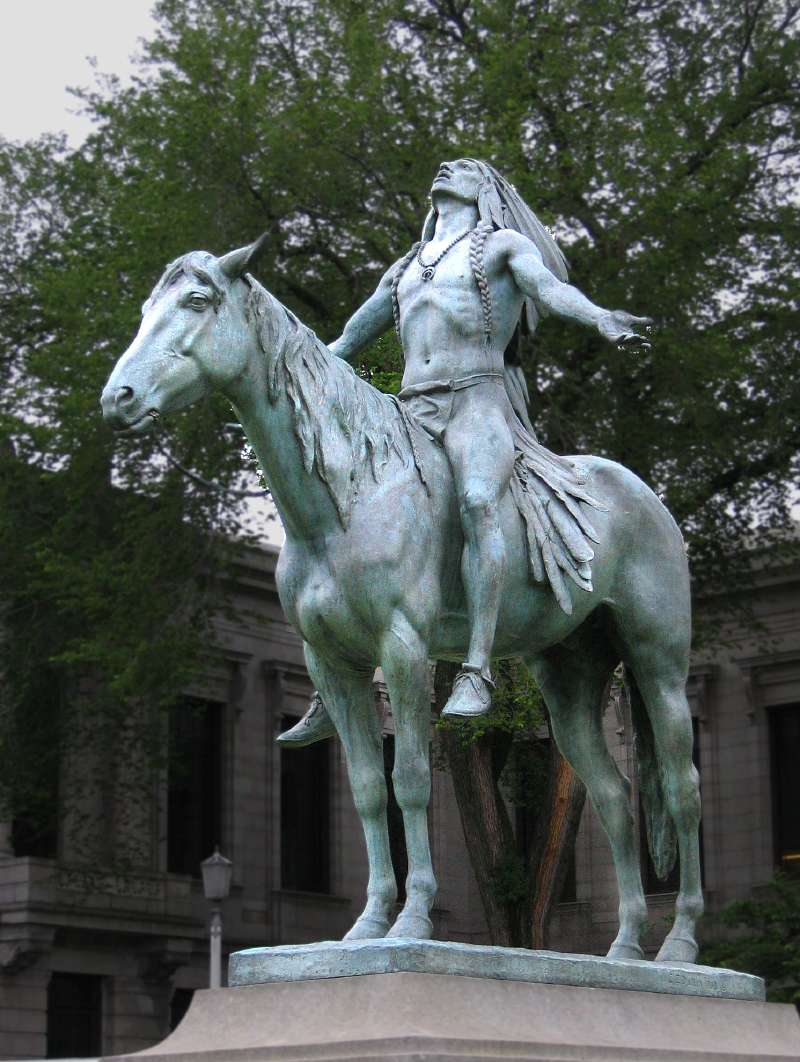
Cyrus Dallin: Appeal to the Great Spirit (1909), Boston

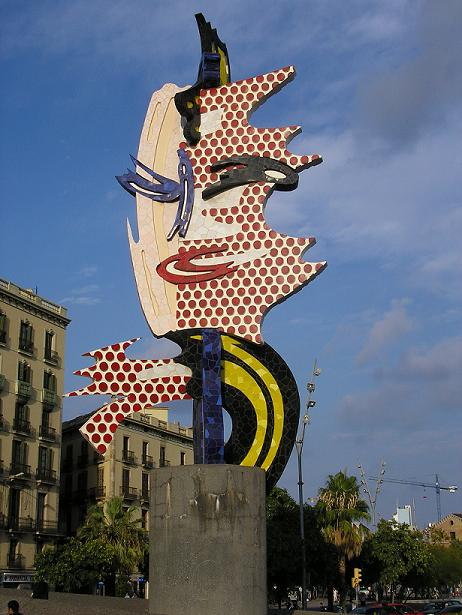
Roy Lichtenstein: Barcelona Head in Barcelona, Spanje

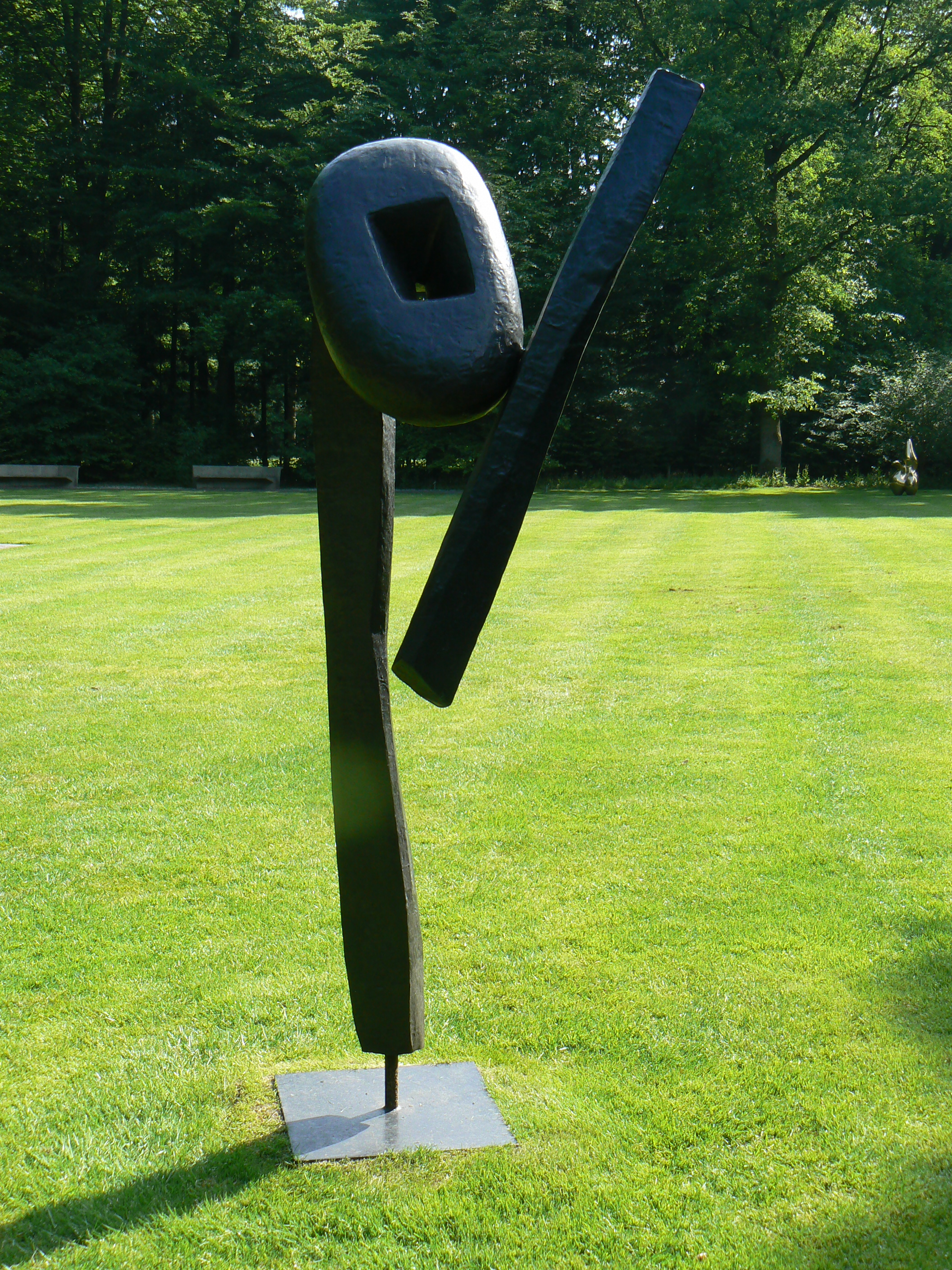
Isamu Noguchi: The Cry (1959) in Beeldenpark van het Kröller-Müller Museum

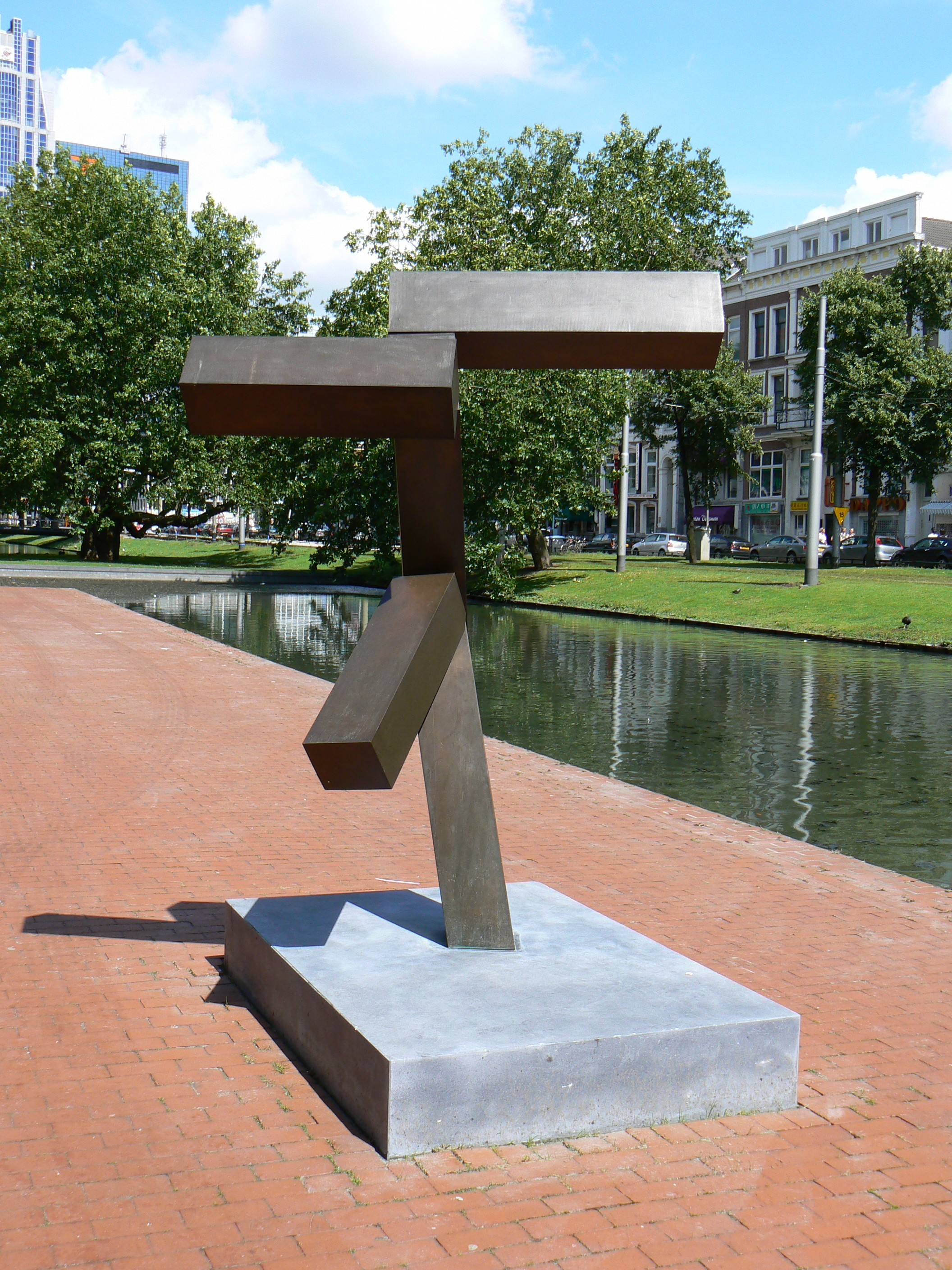
Joel Shapiro: Untitled (1999), Beeldenroute Westersingel in Rotterdam

Dit is een lijst van Amerikaanse beeldhouwers waarover een artikel in de Nederlandstalige Wikipedia staat.

## A
- John Ahearn (1951)
- Carl Andre (1935)
- Alexander Archipenko (1887-1964)
- Arman (1928-2005)
- Richard Artschwager (1923-2013)
- Alice Aycock (1946)

## B
- Thomas Ball (1819-1911)
- Leonard Baskin (1922-2000)
- Bruce Beasley (1939)
- Larry Bell (1939)
- Emilie Benes Brzezinski (1932)
- Fletcher Benton (1931)
- Lucienne Bloch (1909-1999)
- Helaine Blumenfeld (1942)
- Gutzon Borglum (1967-1941)
- Jonathan Borofsky (1942)
- Louise Bourgeois (1911-2010)
- Richard E. Brooks (1865-1919)
- Romaine Brooks (1874-1970)
- Henry Kirke Brown (1814-1886)
- Coosje van Bruggen (1942-2009)
- Benbow Bullock (1929-2010)
- Chris Burden (1946)
- James Lee Byars (1932-1997)

## C
- Alexander Calder 1898-1976
- Kenneth Campbell 1913-1986
- Dale Chihuly 1941
- José de Creeft 1884-1982

## D
- Cyrus Dallin 1861-1944
- Jim Dine 1935
- Dorothy Dehner (1901-1994)

## E
- Rudulph Evans 1878-1960

## F
- Herbert Ferber 1906-1991
- Daniel Chester French 1850-1931

## G
- Dan George (beeldhouwer) 1943
- Herbert George 1940
- Dan Graham 1942

## H
- John Raymond Henry 1943
- Anna Hyatt Huntington 1876-1973

## J
- Donald Judd 1928-1994

## K
- Ellsworth Kelly 1923

## L
- Gaston Lachaise 1882-1935
- Sol LeWitt 1928-2007
- Alexander Liberman 1912-1999
- Roy Lichtenstein 1923-1997
- Jacques Lipchitz 1891-1973
- Peter Lundberg 1961

## M
- Rita McBride 1960
- Paul McCarthy 1945
- Robert Tait McKenzie 1857-1938
- Clement Meadmore 1929-2005

## N
- Elie Nadelman 1882-1946
- Louise Nevelson 1899-1988
- Charles Henry Niehaus 1855-1935
- Isamu Noguchi 1904-1988
- Richard Nonas 1936

## O
- Dennis Oppenheim 1938
- Tom Otterness 1952

## P
- Albert Paley (1944)
- Jorge Pardo (beeldhouwer) 1963
- Beverly Pepper 1922
- Pearl Perlmuter 1915-2008

## R
- Robert Rauschenberg 1925-2008
- George Rickey 1907-2002
- Nancy Rubins 1952

## S
- Richard Serra 1939
- Joel Shapiro 1941-2025
- David Smith 1906-1965
- Tony Smith 1912-1980
- Kenneth Snelson 1927
- Frank Stella 1936
- George Sugarman 1912-1999
- Mark di Suvero 1933

## T
- David Lee Thompson 1951
- Ernest Trova 1927-2009
- William G. Tucker 1935
- Cy Twombly 1928

## W
- John Quincy Adams Ward 1830-1910
- Isaac Witkin 1936-2006
- Lebbeus Woods (1940)